# Lijst van isomeren van tridecaan
Deze lijst bevat de 802 structuurisomeren van tridecaan. In deze lijst zijn de verschillende stereo-isomeren buiten beschouwing gelaten.

## Onvertakte keten
- Tridecaan

## Dodecaan
- 2-Methyldodecaan
- 3-Methyldodecaan
- 4-Methyldodecaan
- 5-Methyldodecaan
- 6-Methyldodecaan

## Undecaan

### Dimethyl
- 2,2-Dimethylundecaan
- 2,3-Dimethylundecaan
- 2,4-Dimethylundecaan
- 2,5-Dimethylundecaan
- 2,6-Dimethylundecaan
- 2,7-Dimethylundecaan
- 2,8-Dimethylundecaan
- 2,9-Dimethylundecaan
- 2,10-Dimethylundecaan
- 3,3-Dimethylundecaan
- 3,4-Dimethylundecaan
- 3,5-Dimethylundecaan
- 3,6-Dimethylundecaan
- 3,7-Dimethylundecaan
- 3,8-Dimethylundecaan
- 3,9-Dimethylundecaan
- 4,4-Dimethylundecaan
- 4,5-Dimethylundecaan
- 4,6-Dimethylundecaan
- 4,7-Dimethylundecaan
- 4,8-Dimethylundecaan
- 5,5-Dimethylundecaan
- 5,6-Dimethylundecaan
- 5,7-Dimethylundecaan
- 6,6-Dimethylundecaan

### Ethyl
- 3-Ethylundecaan
- 4-Ethylundecaan
- 5-Ethylundecaan
- 6-Ethylundecaan

## Decaan

### Trimethyl
- 2,2,3-Trimethyldecaan
- 2,2,4-Trimethyldecaan
- 2,2,5-Trimethyldecaan
- 2,2,6-Trimethyldecaan
- 2,2,7-Trimethyldecaan
- 2,2,8-Trimethyldecaan
- 2,2,9-Trimethyldecaan
- 2,3,3-Trimethyldecaan
- 2,3,4-Trimethyldecaan
- 2,3,5-Trimethyldecaan
- 2,3,6-Trimethyldecaan
- 2,3,7-Trimethyldecaan
- 2,3,8-Trimethyldecaan
- 2,3,9-Trimethyldecaan
- 2,4,4-Trimethyldecaan
- 2,4,5-Trimethyldecaan
- 2,4,6-Trimethyldecaan
- 2,4,7-Trimethyldecaan
- 2,4,8-Trimethyldecaan
- 2,4,9-Trimethyldecaan
- 2,5,5-Trimethyldecaan
- 2,5,6-Trimethyldecaan
- 2,5,7-Trimethyldecaan
- 2,5,8-Trimethyldecaan
- 2,5,9-Trimethyldecaan
- 2,6,6-Trimethyldecaan
- 2,6,7-Trimethyldecaan
- 2,6,8-Trimethyldecaan
- 2,7,7-Trimethyldecaan
- 2,7,8-Trimethyldecaan
- 2,8,8-Trimethyldecaan
- 3,3,4-Trimethyldecaan
- 3,3,5-Trimethyldecaan
- 3,3,6-Trimethyldecaan
- 3,3,7-Trimethyldecaan
- 3,3,8-Trimethyldecaan
- 3,4,4-Trimethyldecaan
- 3,4,5-Trimethyldecaan
- 3,4,6-Trimethyldecaan
- 3,4,7-Trimethyldecaan
- 3,4,8-Trimethyldecaan
- 3,5,5-Trimethyldecaan
- 3,5,6-Trimethyldecaan
- 3,5,7-Trimethyldecaan
- 3,5,8-Trimethyldecaan
- 3,6,6-Trimethyldecaan
- 3,6,7-Trimethyldecaan
- 3,7,7-Trimethyldecaan
- 4,4,5-Trimethyldecaan
- 4,4,6-Trimethyldecaan
- 4,4,7-Trimethyldecaan
- 4,5,5-Trimethyldecaan
- 4,5,6-Trimethyldecaan
- 4,5,7-Trimethyldecaan
- 4,6,6-Trimethyldecaan
- 5,5,6-Trimethyldecaan

### Ethyl+methyl
- 3-Ethyl-2-methyldecaan
- 3-Ethyl-3-methyldecaan
- 3-Ethyl-4-methyldecaan
- 3-Ethyl-5-methyldecaan
- 3-Ethyl-6-methyldecaan
- 3-Ethyl-7-methyldecaan
- 3-Ethyl-8-methyldecaan
- 4-Ethyl-2-methyldecaan
- 4-Ethyl-3-methyldecaan
- 4-Ethyl-4-methyldecaan
- 4-Ethyl-5-methyldecaan
- 4-Ethyl-6-methyldecaan
- 4-Ethyl-7-methyldecaan
- 5-Ethyl-2-methyldecaan
- 5-Ethyl-3-methyldecaan
- 5-Ethyl-4-methyldecaan
- 5-Ethyl-5-methyldecaan
- 5-Ethyl-6-methyldecaan
- 6-Ethyl-2-methyldecaan
- 6-Ethyl-3-methyldecaan
- 6-Ethyl-4-methyldecaan
- 7-Ethyl-2-methyldecaan
- 7-Ethyl-3-methyldecaan
- 8-Ethyl-2-methyldecaan

### Propyl
- 4-Propyldecaan
- 5-Propyldecaan
- 4-(1-Methylethyl)decaan
- 5-(1-Methylethyl)decaan

## Nonaan

### Tetramethyl
- 2,2,3,3-Tetramethyl-nonaan
- 2,2,3,4-Tetramethyl-nonaan
- 2,2,3,5-Tetramethyl-nonaan
- 2,2,3,6-Tetramethyl-nonaan
- 2,2,3,7-Tetramethyl-nonaan
- 2,2,3,8-Tetramethyl-nonaan
- 2,2,4,4-Tetramethyl-nonaan
- 2,2,4,5-Tetramethyl-nonaan
- 2,2,4,6-Tetramethyl-nonaan
- 2,2,4,7-Tetramethyl-nonaan
- 2,2,4,8-Tetramethyl-nonaan
- 2,2,5,5-Tetramethyl-nonaan
- 2,2,5,6-Tetramethyl-nonaan
- 2,2,5,7-Tetramethyl-nonaan
- 2,2,5,8-Tetramethyl-nonaan
- 2,2,6,6-Tetramethyl-nonaan
- 2,2,6,7-Tetramethyl-nonaan
- 2,2,6,8-Tetramethyl-nonaan
- 2,2,7,7-Tetramethyl-nonaan
- 2,2,7,8-Tetramethyl-nonaan
- 2,2,8,8-Tetramethyl-nonaan
- 2,3,3,4-Tetramethyl-nonaan
- 2,3,3,5-Tetramethyl-nonaan
- 2,3,3,6-Tetramethyl-nonaan
- 2,3,3,7-Tetramethyl-nonaan
- 2,3,3,8-Tetramethyl-nonaan
- 2,3,4,4-Tetramethyl-nonaan
- 2,3,4,5-Tetramethyl-nonaan
- 2,3,4,6-Tetramethyl-nonaan
- 2,3,4,7-Tetramethyl-nonaan
- 2,3,4,8-Tetramethyl-nonaan
- 2,3,5,5-Tetramethyl-nonaan
- 2,3,5,6-Tetramethyl-nonaan
- 2,3,5,7-Tetramethyl-nonaan
- 2,3,5,8-Tetramethyl-nonaan
- 2,3,6,6-Tetramethyl-nonaan
- 2,3,6,7-Tetramethyl-nonaan
- 2,3,6,8-Tetramethyl-nonaan
- 2,3,7,7-Tetramethyl-nonaan
- 2,3,7,8-Tetramethyl-nonaan
- 2,4,4,5-Tetramethyl-nonaan
- 2,4,4,6-Tetramethyl-nonaan
- 2,4,4,7-Tetramethyl-nonaan
- 2,4,4,8-Tetramethyl-nonaan
- 2,4,5,5-Tetramethyl-nonaan
- 2,4,5,6-Tetramethyl-nonaan
- 2,4,5,7-Tetramethyl-nonaan
- 2,4,5,8-Tetramethyl-nonaan
- 2,4,6,6-Tetramethyl-nonaan
- 2,4,6,7-Tetramethyl-nonaan
- 2,4,6,8-Tetramethyl-nonaan
- 2,4,7,7-Tetramethyl-nonaan
- 2,5,5,6-Tetramethyl-nonaan
- 2,5,5,7-Tetramethyl-nonaan
- 2,5,5,8-Tetramethyl-nonaan
- 2,5,6,6-Tetramethyl-nonaan
- 2,5,6,7-Tetramethyl-nonaan
- 2,5,7,7-Tetramethyl-nonaan
- 2,6,6,7-Tetramethyl-nonaan
- 2,6,7,7-Tetramethyl-nonaan
- 3,3,4,4-Tetramethyl-nonaan
- 3,3,4,5-Tetramethyl-nonaan
- 3,3,4,6-Tetramethyl-nonaan
- 3,3,4,7-Tetramethyl-nonaan
- 3,3,5,5-Tetramethyl-nonaan
- 3,3,5,6-Tetramethyl-nonaan
- 3,3,5,7-Tetramethyl-nonaan
- 3,3,6,6-Tetramethyl-nonaan
- 3,3,6,7-Tetramethyl-nonaan
- 3,3,7,7-Tetramethyl-nonaan
- 3,4,4,5-Tetramethyl-nonaan
- 3,4,4,6-Tetramethyl-nonaan
- 3,4,4,7-Tetramethyl-nonaan
- 3,4,5,5-Tetramethyl-nonaan
- 3,4,5,6-Tetramethyl-nonaan
- 3,4,5,7-Tetramethyl-nonaan
- 3,4,6,6-Tetramethyl-nonaan
- 3,4,6,7-Tetramethyl-nonaan
- 3,5,5,6-Tetramethyl-nonaan
- 3,5,5,7-Tetramethyl-nonaan
- 3,5,6,6-Tetramethyl-nonaan
- 4,4,5,5-Tetramethyl-nonaan
- 4,4,5,6-Tetramethyl-nonaan
- 4,4,6,6-Tetramethyl-nonaan
- 4,5,5,6-Tetramethyl-nonaan

### Ethyl+dimethyl
- 3-Ethyl-2,2-dimethyl-nonaan
- 3-Ethyl-2,3-dimethyl-nonaan
- 3-Ethyl-2,4-dimethyl-nonaan
- 3-Ethyl-2,5-dimethyl-nonaan
- 3-Ethyl-2,6-dimethyl-nonaan
- 3-Ethyl-2,7-dimethyl-nonaan
- 3-Ethyl-2,8-dimethyl-nonaan
- 3-Ethyl-3,4-dimethyl-nonaan
- 3-Ethyl-3,5-dimethyl-nonaan
- 3-Ethyl-3,6-dimethyl-nonaan
- 3-Ethyl-3,7-dimethyl-nonaan
- 3-Ethyl-4,4-dimethyl-nonaan
- 3-Ethyl-4,5-dimethyl-nonaan
- 3-Ethyl-4,6-dimethyl-nonaan
- 3-Ethyl-4,7-dimethyl-nonaan
- 3-Ethyl-5,5-dimethyl-nonaan
- 3-Ethyl-5,6-dimethyl-nonaan
- 3-Ethyl-5,7-dimethyl-nonaan
- 3-Ethyl-6,6-dimethyl-nonaan
- 4-Ethyl-2,2-dimethyl-nonaan
- 4-Ethyl-2,3-dimethyl-nonaan
- 4-Ethyl-2,4-dimethyl-nonaan
- 4-Ethyl-2,5-dimethyl-nonaan
- 4-Ethyl-2,6-dimethyl-nonaan
- 4-Ethyl-2,7-dimethyl-nonaan
- 4-Ethyl-2,8-dimethyl-nonaan
- 4-Ethyl-3,3-dimethyl-nonaan
- 4-Ethyl-3,4-dimethyl-nonaan
- 4-Ethyl-3,5-dimethyl-nonaan
- 4-Ethyl-3,6-dimethyl-nonaan
- 4-Ethyl-3,7-dimethyl-nonaan
- 4-Ethyl-4,5-dimethyl-nonaan
- 4-Ethyl-4,6-dimethyl-nonaan
- 4-Ethyl-5,5-dimethyl-nonaan
- 4-Ethyl-5,6-dimethyl-nonaan
- 5-Ethyl-2,2-dimethyl-nonaan
- 5-Ethyl-2,3-dimethyl-nonaan
- 5-Ethyl-2,4-dimethyl-nonaan
- 5-Ethyl-2,5-dimethyl-nonaan
- 5-Ethyl-2,6-dimethyl-nonaan
- 5-Ethyl-2,7-dimethyl-nonaan
- 5-Ethyl-2,8-dimethyl-nonaan
- 5-Ethyl-3,3-dimethyl-nonaan
- 5-Ethyl-3,4-dimethyl-nonaan
- 5-Ethyl-3,5-dimethyl-nonaan
- 5-Ethyl-3,6-dimethyl-nonaan
- 5-Ethyl-3,7-dimethyl-nonaan
- 5-Ethyl-4,4-dimethyl-nonaan
- 5-Ethyl-4,5-dimethyl-nonaan
- 5-Ethyl-4,6-dimethyl-nonaan
- 6-Ethyl-2,2-dimethyl-nonaan
- 6-Ethyl-2,3-dimethyl-nonaan
- 6-Ethyl-2,4-dimethyl-nonaan
- 6-Ethyl-2,5-dimethyl-nonaan
- 6-Ethyl-2,6-dimethyl-nonaan
- 6-Ethyl-2,7-dimethyl-nonaan
- 6-Ethyl-3,3-dimethyl-nonaan
- 6-Ethyl-3,4-dimethyl-nonaan
- 6-Ethyl-3,5-dimethyl-nonaan
- 6-Ethyl-3,6-dimethyl-nonaan
- 6-Ethyl-4,4-dimethyl-nonaan
- 7-Ethyl-2,2-dimethyl-nonaan
- 7-Ethyl-2,3-dimethyl-nonaan
- 7-Ethyl-2,4-dimethyl-nonaan
- 7-Ethyl-2,5-dimethyl-nonaan
- 7-Ethyl-2,6-dimethyl-nonaan
- 7-Ethyl-2,7-dimethyl-nonaan
- 7-Ethyl-3,3-dimethyl-nonaan
- 7-Ethyl-3,4-dimethyl-nonaan

### Diethyl
- 3,3-Diethyl-nonaan
- 3,4-Diethyl-nonaan
- 3,5-Diethyl-nonaan
- 3,6-Diethyl-nonaan
- 3,7-Diethyl-nonaan
- 4,4-Diethyl-nonaan
- 4,5-Diethyl-nonaan
- 4,6-Diethyl-nonaan
- 5,5-Diethyl-nonaan

### Methyl+propyl
- 2-Methyl-4-propyl-nonaan
- 3-Methyl-4-propyl-nonaan
- 4-Methyl-4-propyl-nonaan
- 5-Methyl-4-propyl-nonaan
- 6-Methyl-4-propyl-nonaan
- 2-Methyl-5-propyl-nonaan
- 3-Methyl-5-propyl-nonaan
- 4-Methyl-5-propyl-nonaan
- 5-Methyl-5-propyl-nonaan
- 2-Methyl-6-propyl-nonaan
- 3-Methyl-6-propyl-nonaan
- 2-Methyl-3-(1-methylethyl)-nonaan
- 2-Methyl-4-(1-methylethyl)-nonaan
- 3-Methyl-4-(1-methylethyl)-nonaan
- 4-Methyl-4-(1-methylethyl)-nonaan
- 5-Methyl-4-(1-methylethyl)-nonaan
- 6-Methyl-4-(1-methylethyl)-nonaan
- 2-Methyl-5-(1-methylethyl)-nonaan
- 3-Methyl-5-(1-methylethyl)-nonaan
- 4-Methyl-5-(1-methylethyl)-nonaan
- 5-Methyl-5-(1-methylethyl)-nonaan
- 2-Methyl-6-(1-methylethyl)-nonaan
- 3-Methyl-6-(1-methylethyl)-nonaan

### Butyl
- 5-Butyl-nonaan
- 5-(1-Methylpropyl)-nonaan (or 5-sec-Butyl-nonaan)
- 5-(2-Methylpropyl)-nonaan (or 5-Isobutyl-nonaan)
- 4-(1,1-Dimethylethyl)-nonaan (or 4-tert-Butyl-nonaan)
- 5-(1,1-Dimethylethyl)-nonaan (or 5-tert-Butyl-nonaan)

## Octaan

### Pentamethyl
- 2,2,3,3,4-Pentamethyloctaan
- 2,2,3,3,5-Pentamethyloctaan
- 2,2,3,3,6-Pentamethyloctaan
- 2,2,3,3,7-Pentamethyloctaan
- 2,2,3,4,4-Pentamethyloctaan
- 2,2,3,4,5-Pentamethyloctaan
- 2,2,3,4,6-Pentamethyloctaan
- 2,2,3,4,7-Pentamethyloctaan
- 2,2,3,5,5-Pentamethyloctaan
- 2,2,3,5,6-Pentamethyloctaan
- 2,2,3,5,7-Pentamethyloctaan
- 2,2,3,6,6-Pentamethyloctaan
- 2,2,3,6,7-Pentamethyloctaan
- 2,2,3,7,7-Pentamethyloctaan
- 2,2,4,4,5-Pentamethyloctaan
- 2,2,4,4,6-Pentamethyloctaan
- 2,2,4,4,7-Pentamethyloctaan
- 2,2,4,5,5-Pentamethyloctaan
- 2,2,4,5,6-Pentamethyloctaan
- 2,2,4,5,7-Pentamethyloctaan
- 2,2,4,6,6-Pentamethyloctaan
- 2,2,4,6,7-Pentamethyloctaan
- 2,2,4,7,7-Pentamethyloctaan
- 2,2,5,5,6-Pentamethyloctaan
- 2,2,5,5,7-Pentamethyloctaan
- 2,2,5,6,6-Pentamethyloctaan
- 2,2,5,6,7-Pentamethyloctaan
- 2,2,6,6,7-Pentamethyloctaan
- 2,3,3,4,4-Pentamethyloctaan
- 2,3,3,4,5-Pentamethyloctaan
- 2,3,3,4,6-Pentamethyloctaan
- 2,3,3,4,7-Pentamethyloctaan
- 2,3,3,5,5-Pentamethyloctaan
- 2,3,3,5,6-Pentamethyloctaan
- 2,3,3,5,7-Pentamethyloctaan
- 2,3,3,6,6-Pentamethyloctaan
- 2,3,3,6,7-Pentamethyloctaan
- 2,3,4,4,5-Pentamethyloctaan
- 2,3,4,4,6-Pentamethyloctaan
- 2,3,4,4,7-Pentamethyloctaan
- 2,3,4,5,5-Pentamethyloctaan
- 2,3,4,5,6-Pentamethyloctaan
- 2,3,4,5,7-Pentamethyloctaan
- 2,3,4,6,6-Pentamethyloctaan
- 2,3,4,6,7-Pentamethyloctaan
- 2,3,5,5,6-Pentamethyloctaan
- 2,3,5,5,7-Pentamethyloctaan
- 2,3,5,6,6-Pentamethyloctaan
- 2,4,4,5,5-Pentamethyloctaan
- 2,4,4,5,6-Pentamethyloctaan
- 2,4,4,5,7-Pentamethyloctaan
- 2,4,4,6,6-Pentamethyloctaan
- 2,4,5,5,6-Pentamethyloctaan
- 2,4,5,6,6-Pentamethyloctaan
- 2,5,5,6,6-Pentamethyloctaan
- 3,3,4,4,5-Pentamethyloctaan
- 3,3,4,4,6-Pentamethyloctaan
- 3,3,4,5,5-Pentamethyloctaan
- 3,3,4,5,6-Pentamethyloctaan
- 3,3,4,6,6-Pentamethyloctaan
- 3,3,5,5,6-Pentamethyloctaan
- 3,4,4,5,5-Pentamethyloctaan
- 3,4,4,5,6-Pentamethyloctaan

### Ethyl+trimethyl
- 3-Ethyl-2,2,3-trimethyloctaan
- 3-Ethyl-2,2,4-trimethyloctaan
- 3-Ethyl-2,2,5-trimethyloctaan
- 3-Ethyl-2,2,6-trimethyloctaan
- 3-Ethyl-2,2,7-trimethyloctaan
- 3-Ethyl-2,3,4-trimethyloctaan
- 3-Ethyl-2,3,5-trimethyloctaan
- 3-Ethyl-2,3,6-trimethyloctaan
- 3-Ethyl-2,3,7-trimethyloctaan
- 3-Ethyl-2,4,4-trimethyloctaan
- 3-Ethyl-2,4,5-trimethyloctaan
- 3-Ethyl-2,4,6-trimethyloctaan
- 3-Ethyl-2,4,7-trimethyloctaan
- 3-Ethyl-2,5,5-trimethyloctaan
- 3-Ethyl-2,5,6-trimethyloctaan
- 3-Ethyl-2,5,7-trimethyloctaan
- 3-Ethyl-2,6,6-trimethyloctaan
- 3-Ethyl-2,6,7-trimethyloctaan
- 3-Ethyl-3,4,4-trimethyloctaan
- 3-Ethyl-3,4,5-trimethyloctaan
- 3-Ethyl-3,4,6-trimethyloctaan
- 3-Ethyl-3,5,5-trimethyloctaan
- 3-Ethyl-3,5,6-trimethyloctaan
- 3-Ethyl-3,6,6-trimethyloctaan
- 3-Ethyl-4,4,5-trimethyloctaan
- 3-Ethyl-4,4,6-trimethyloctaan
- 3-Ethyl-4,5,5-trimethyloctaan
- 3-Ethyl-4,5,6-trimethyloctaan
- 4-Ethyl-2,2,3-trimethyloctaan
- 4-Ethyl-2,2,4-trimethyloctaan
- 4-Ethyl-2,2,5-trimethyloctaan
- 4-Ethyl-2,2,6-trimethyloctaan
- 4-Ethyl-2,2,7-trimethyloctaan
- 4-Ethyl-2,3,3-trimethyloctaan
- 4-Ethyl-2,3,4-trimethyloctaan
- 4-Ethyl-2,3,5-trimethyloctaan
- 4-Ethyl-2,3,6-trimethyloctaan
- 4-Ethyl-2,3,7-trimethyloctaan
- 4-Ethyl-2,4,5-trimethyloctaan
- 4-Ethyl-2,4,6-trimethyloctaan
- 4-Ethyl-2,4,7-trimethyloctaan
- 4-Ethyl-2,5,5-trimethyloctaan
- 4-Ethyl-2,5,6-trimethyloctaan
- 4-Ethyl-2,5,7-trimethyloctaan
- 4-Ethyl-2,6,6-trimethyloctaan
- 4-Ethyl-3,3,4-trimethyloctaan
- 4-Ethyl-3,3,5-trimethyloctaan
- 4-Ethyl-3,3,6-trimethyloctaan
- 4-Ethyl-3,4,5-trimethyloctaan
- 4-Ethyl-3,4,6-trimethyloctaan
- 4-Ethyl-3,5,5-trimethyloctaan
- 4-Ethyl-3,5,6-trimethyloctaan
- 4-Ethyl-4,5,5-trimethyloctaan
- 5-Ethyl-2,2,3-trimethyloctaan
- 5-Ethyl-2,2,4-trimethyloctaan
- 5-Ethyl-2,2,5-trimethyloctaan
- 5-Ethyl-2,2,6-trimethyloctaan
- 5-Ethyl-2,2,7-trimethyloctaan
- 5-Ethyl-2,3,3-trimethyloctaan
- 5-Ethyl-2,3,4-trimethyloctaan
- 5-Ethyl-2,3,5-trimethyloctaan
- 5-Ethyl-2,3,6-trimethyloctaan
- 5-Ethyl-2,3,7-trimethyloctaan
- 5-Ethyl-2,4,4-trimethyloctaan
- 5-Ethyl-2,4,5-trimethyloctaan
- 5-Ethyl-2,4,6-trimethyloctaan
- 5-Ethyl-2,5,6-trimethyloctaan
- 5-Ethyl-2,6,6-trimethyloctaan
- 5-Ethyl-3,3,4-trimethyloctaan
- 5-Ethyl-3,3,5-trimethyloctaan
- 5-Ethyl-3,3,6-trimethyloctaan
- 5-Ethyl-3,4,4-trimethyloctaan
- 5-Ethyl-3,4,5-trimethyloctaan
- 6-Ethyl-2,2,3-trimethyloctaan
- 6-Ethyl-2,2,4-trimethyloctaan
- 6-Ethyl-2,2,5-trimethyloctaan
- 6-Ethyl-2,2,6-trimethyloctaan
- 6-Ethyl-2,2,7-trimethyloctaan
- 6-Ethyl-2,3,3-trimethyloctaan
- 6-Ethyl-2,3,4-trimethyloctaan
- 6-Ethyl-2,3,5-trimethyloctaan
- 6-Ethyl-2,3,6-trimethyloctaan
- 6-Ethyl-2,4,4-trimethyloctaan
- 6-Ethyl-2,4,5-trimethyloctaan
- 6-Ethyl-2,4,6-trimethyloctaan
- 6-Ethyl-2,5,5-trimethyloctaan
- 6-Ethyl-2,5,6-trimethyloctaan
- 6-Ethyl-3,3,4-trimethyloctaan
- 6-Ethyl-3,3,5-trimethyloctaan
- 6-Ethyl-3,4,4-trimethyloctaan

### Diethyl+methyl
- 3,3-Diethyl-2-methyloctaan
- 3,3-Diethyl-4-methyloctaan
- 3,3-Diethyl-5-methyloctaan
- 3,3-Diethyl-6-methyloctaan
- 3,4-Diethyl-2-methyloctaan
- 3,4-Diethyl-3-methyloctaan
- 3,4-Diethyl-4-methyloctaan
- 3,4-Diethyl-5-methyloctaan
- 3,4-Diethyl-6-methyloctaan
- 3,5-Diethyl-2-methyloctaan
- 3,5-Diethyl-3-methyloctaan
- 3,5-Diethyl-4-methyloctaan
- 3,5-Diethyl-5-methyloctaan
- 3,6-Diethyl-2-methyloctaan
- 3,6-Diethyl-3-methyloctaan
- 3,6-Diethyl-4-methyloctaan
- 4,4-Diethyl-2-methyloctaan
- 4,4-Diethyl-3-methyloctaan
- 4,4-Diethyl-5-methyloctaan
- 4,5-Diethyl-2-methyloctaan
- 4,5-Diethyl-3-methyloctaan
- 4,5-Diethyl-4-methyloctaan
- 4,6-Diethyl-2-methyloctaan
- 4,6-Diethyl-3-methyloctaan
- 5,5-Diethyl-2-methyloctaan
- 5,5-Diethyl-3-methyloctaan
- 5,6-Diethyl-2-methyloctaan
- 6,6-Diethyl-2-methyloctaan

### Dimethyl+propyl
- 2,2-Dimethyl-4-propyloctaan
- 2,3-Dimethyl-4-propyloctaan
- 2,4-Dimethyl-4-propyloctaan
- 2,5-Dimethyl-4-propyloctaan
- 2,6-Dimethyl-4-propyloctaan
- 2,7-Dimethyl-4-propyloctaan
- 3,3-Dimethyl-4-propyloctaan
- 3,4-Dimethyl-4-propyloctaan
- 3,5-Dimethyl-4-propyloctaan
- 3,6-Dimethyl-4-propyloctaan
- 4,5-Dimethyl-4-propyloctaan
- 2,2-Dimethyl-5-propyloctaan
- 2,3-Dimethyl-5-propyloctaan
- 2,4-Dimethyl-5-propyloctaan
- 2,5-Dimethyl-5-propyloctaan
- 2,6-Dimethyl-5-propyloctaan
- 3,3-Dimethyl-5-propyloctaan
- 3,4-Dimethyl-5-propyloctaan
- 3,5-Dimethyl-5-propyloctaan
- 4,4-Dimethyl-5-propyloctaan
- 2,2-Dimethyl-3-(1-methylethyl)octaan
- 2,3-Dimethyl-3-(1-methylethyl)octaan
- 2,4-Dimethyl-3-(1-methylethyl)octaan
- 2,5-Dimethyl-3-(1-methylethyl)octaan
- 2,6-Dimethyl-3-(1-methylethyl)octaan
- 2,7-Dimethyl-3-(1-methylethyl)octaan
- 2,2-Dimethyl-4-(1-methylethyl)octaan
- 2,3-Dimethyl-4-(1-methylethyl)octaan
- 2,4-Dimethyl-4-(1-methylethyl)octaan
- 2,5-Dimethyl-4-(1-methylethyl)octaan
- 2,6-Dimethyl-4-(1-methylethyl)octaan
- 2,7-Dimethyl-4-(1-methylethyl)octaan
- 3,3-Dimethyl-4-(1-methylethyl)octaan
- 3,4-Dimethyl-4-(1-methylethyl)octaan
- 3,5-Dimethyl-4-(1-methylethyl)octaan
- 3,6-Dimethyl-4-(1-methylethyl)octaan
- 4,5-Dimethyl-4-(1-methylethyl)octaan
- 2,2-Dimethyl-5-(1-methylethyl)octaan
- 2,3-Dimethyl-5-(1-methylethyl)octaan
- 2,4-Dimethyl-5-(1-methylethyl)octaan
- 2,5-Dimethyl-5-(1-methylethyl)octaan
- 2,6-Dimethyl-5-(1-methylethyl)octaan
- 3,3-Dimethyl-5-(1-methylethyl)octaan
- 3,4-Dimethyl-5-(1-methylethyl)octaan
- 3,5-Dimethyl-5-(1-methylethyl)octaan
- 4,4-Dimethyl-5-(1-methylethyl)octaan

### Ethyl+propyl
- 3-Ethyl-4-propyloctaan
- 4-Ethyl-4-propyloctaan
- 5-Ethyl-4-propyloctaan
- 3-Ethyl-5-propyloctaan
- 3-Ethyl-4-(1-methylethyl)octaan
- 4-Ethyl-4-(1-methylethyl)octaan
- 5-Ethyl-4-(1-methylethyl)octaan
- 3-Ethyl-5-(1-methylethyl)octaan

### Butyl+methyl
- 2-Methyl-4-(1-methylpropyl)octaan
- 3-Methyl-4-(1-methylpropyl)octaan
- 2-Methyl-4-(2-methylpropyl)octaan
- 4-(1,1-Dimethylethyl)-2-methyloctaan
- 4-(1,1-Dimethylethyl)-3-methyloctaan
- 4-(1,1-Dimethylethyl)-4-methyloctaan
- 4-(1,1-Dimethylethyl)-5-methyloctaan
- 5-(1,1-Dimethylethyl)-2-methyloctaan
- 5-(1,1-Dimethylethyl)-3-methyloctaan

## Heptaan

### Hexamethyl
- 2,2,3,3,4,4-Hexamethylheptaan
- 2,2,3,3,4,5-Hexamethylheptaan
- 2,2,3,3,4,6-Hexamethylheptaan
- 2,2,3,3,5,5-Hexamethylheptaan
- 2,2,3,3,5,6-Hexamethylheptaan
- 2,2,3,3,6,6-Hexamethylheptaan
- 2,2,3,4,4,5-Hexamethylheptaan
- 2,2,3,4,4,6-Hexamethylheptaan
- 2,2,3,4,5,5-Hexamethylheptaan
- 2,2,3,4,5,6-Hexamethylheptaan
- 2,2,3,4,6,6-Hexamethylheptaan
- 2,2,3,5,5,6-Hexamethylheptaan
- 2,2,3,5,6,6-Hexamethylheptaan
- 2,2,4,4,5,5-Hexamethylheptaan
- 2,2,4,4,5,6-Hexamethylheptaan
- 2,2,4,4,6,6-Hexamethylheptaan
- 2,2,4,5,5,6-Hexamethylheptaan
- 2,3,3,4,4,5-Hexamethylheptaan
- 2,3,3,4,4,6-Hexamethylheptaan
- 2,3,3,4,5,5-Hexamethylheptaan
- 2,3,3,4,5,6-Hexamethylheptaan
- 2,3,3,5,5,6-Hexamethylheptaan
- 2,3,4,4,5,5-Hexamethylheptaan
- 2,3,4,4,5,6-Hexamethylheptaan
- 3,3,4,4,5,5-Hexamethylheptaan

### Ethyl+tetramethyl
- 3-Ethyl-2,2,3,4-teramethyl-heptaan
- 3-Ethyl-2,2,3,5-teramethyl-heptaan
- 3-Ethyl-2,2,3,6-teramethyl-heptaan
- 3-Ethyl-2,2,4,4-teramethyl-heptaan
- 3-Ethyl-2,2,4,5-teramethyl-heptaan
- 3-Ethyl-2,2,4,6-teramethyl-heptaan
- 3-Ethyl-2,2,5,5-teramethyl-heptaan
- 3-Ethyl-2,2,5,6-teramethyl-heptaan
- 3-Ethyl-2,2,6,6-teramethyl-heptaan
- 3-Ethyl-2,3,4,4-teramethyl-heptaan
- 3-Ethyl-2,3,4,5-teramethyl-heptaan
- 3-Ethyl-2,3,4,6-teramethyl-heptaan
- 3-Ethyl-2,3,5,5-teramethyl-heptaan
- 3-Ethyl-2,3,5,6-teramethyl-heptaan
- 3-Ethyl-2,4,4,5-teramethyl-heptaan
- 3-Ethyl-2,4,4,6-teramethyl-heptaan
- 3-Ethyl-2,4,5,5-teramethyl-heptaan
- 3-Ethyl-2,4,5,6-teramethyl-heptaan
- 3-Ethyl-3,4,4,5-teramethyl-heptaan
- 3-Ethyl-3,4,5,5-teramethyl-heptaan
- 4-Ethyl-2,2,3,3-teramethyl-heptaan
- 4-Ethyl-2,2,3,4-teramethyl-heptaan
- 4-Ethyl-2,2,3,5-teramethyl-heptaan
- 4-Ethyl-2,2,3,6-teramethyl-heptaan
- 4-Ethyl-2,2,4,5-teramethyl-heptaan
- 4-Ethyl-2,2,4,6-teramethyl-heptaan
- 4-Ethyl-2,2,5,5-teramethyl-heptaan
- 4-Ethyl-2,2,5,6-teramethyl-heptaan
- 4-Ethyl-2,2,6,6-teramethyl-heptaan
- 4-Ethyl-2,3,3,4-teramethyl-heptaan
- 4-Ethyl-2,3,3,5-teramethyl-heptaan
- 4-Ethyl-2,3,3,6-teramethyl-heptaan
- 4-Ethyl-2,3,4,5-teramethyl-heptaan
- 4-Ethyl-2,3,4,6-teramethyl-heptaan
- 4-Ethyl-2,3,5,5-teramethyl-heptaan
- 4-Ethyl-2,3,5,6-teramethyl-heptaan
- 4-Ethyl-2,4,5,5-teramethyl-heptaan
- 4-Ethyl-3,3,4,5-teramethyl-heptaan
- 4-Ethyl-3,3,5,5-teramethyl-heptaan
- 5-Ethyl-2,2,3,3-teramethyl-heptaan
- 5-Ethyl-2,2,3,4-teramethyl-heptaan
- 5-Ethyl-2,2,3,5-teramethyl-heptaan
- 5-Ethyl-2,2,3,6-teramethyl-heptaan
- 5-Ethyl-2,2,4,4-teramethyl-heptaan
- 5-Ethyl-2,2,4,5-teramethyl-heptaan
- 5-Ethyl-2,2,4,6-teramethyl-heptaan
- 5-Ethyl-2,2,5,6-teramethyl-heptaan
- 5-Ethyl-2,3,3,4-teramethyl-heptaan
- 5-Ethyl-2,3,3,5-teramethyl-heptaan
- 5-Ethyl-2,3,3,6-teramethyl-heptaan
- 5-Ethyl-2,3,4,4-teramethyl-heptaan
- 5-Ethyl-2,3,4,5-teramethyl-heptaan
- 5-Ethyl-2,4,4,5-teramethyl-heptaan
- 5-Ethyl-3,3,4,4-teramethyl-heptaan

### Diethyl+dimethyl
- 3,3-Diethyl-2,2-dimethylheptaan
- 3,3-Diethyl-2,4-dimethylheptaan
- 3,3-Diethyl-2,5-dimethylheptaan
- 3,3-Diethyl-2,6-dimethylheptaan
- 3,3-Diethyl-4,4-dimethylheptaan
- 3,3-Diethyl-4,5-dimethylheptaan
- 3,3-Diethyl-5,5-dimethylheptaan
- 3,4-Diethyl-2,2-dimethylheptaan
- 3,4-Diethyl-2,3-dimethylheptaan
- 3,4-Diethyl-2,4-dimethylheptaan
- 3,4-Diethyl-2,5-dimethylheptaan
- 3,4-Diethyl-2,6-dimethylheptaan
- 3,4-Diethyl-3,4-dimethylheptaan
- 3,4-Diethyl-3,5-dimethylheptaan
- 3,4-Diethyl-4,5-dimethylheptaan
- 3,5-Diethyl-2,2-dimethylheptaan
- 3,5-Diethyl-2,3-dimethylheptaan
- 3,5-Diethyl-2,4-dimethylheptaan
- 3,5-Diethyl-2,5-dimethylheptaan
- 3,5-Diethyl-2,6-dimethylheptaan
- 3,5-Diethyl-3,4-dimethylheptaan
- 3,5-Diethyl-3,5-dimethylheptaan
- 3,5-Diethyl-4,4-dimethylheptaan
- 4,4-Diethyl-2,2-dimethylheptaan
- 4,4-Diethyl-2,3-dimethylheptaan
- 4,4-Diethyl-2,5-dimethylheptaan
- 4,4-Diethyl-2,6-dimethylheptaan
- 4,4-Diethyl-3,3-dimethylheptaan
- 4,4-Diethyl-3,5-dimethylheptaan
- 4,5-Diethyl-2,2-dimethylheptaan
- 4,5-Diethyl-2,3-dimethylheptaan
- 4,5-Diethyl-2,4-dimethylheptaan
- 4,5-Diethyl-2,5-dimethylheptaan
- 4,5-Diethyl-3,3-dimethylheptaan
- 5,5-Diethyl-2,2-dimethylheptaan
- 5,5-Diethyl-2,3-dimethylheptaan
- 5,5-Diethyl-2,4-dimethylheptaan

### Triethyl
- 3,3,4-Triethylheptaan
- 3,3,5-Triethylheptaan
- 3,4,4-Triethylheptaan
- 3,4,5-Triethylheptaan

### Trimethyl+propyl
- 2,2,3-Trimethyl-4-propylheptaan
- 2,2,4-Trimethyl-4-propylheptaan
- 2,2,5-Trimethyl-4-propylheptaan
- 2,2,6-Trimethyl-4-propylheptaan
- 2,3,3-Trimethyl-4-propylheptaan
- 2,3,4-Trimethyl-4-propylheptaan
- 2,3,5-Trimethyl-4-propylheptaan
- 2,3,6-Trimethyl-4-propylheptaan
- 2,4,5-Trimethyl-4-propylheptaan
- 2,4,6-Trimethyl-4-propylheptaan
- 2,5,5-Trimethyl-4-propylheptaan
- 3,3,4-Trimethyl-4-propylheptaan
- 3,3,5-Trimethyl-4-propylheptaan
- 3,4,5-Trimethyl-4-propylheptaan
- 2,2,3-Trimethyl-3-(1-methylethyl)heptaan
- 2,2,4-Trimethyl-3-(1-methylethyl)heptaan
- 2,2,5-Trimethyl-3-(1-methylethyl)heptaan
- 2,2,6-Trimethyl-3-(1-methylethyl)heptaan
- 2,3,4-Trimethyl-3-(1-methylethyl)heptaan
- 2,3,5-Trimethyl-3-(1-methylethyl)heptaan
- 2,3,6-Trimethyl-3-(1-methylethyl)heptaan
- 2,4,4-Trimethyl-3-(1-methylethyl)heptaan
- 2,4,5-Trimethyl-3-(1-methylethyl)heptaan
- 2,4,6-Trimethyl-3-(1-methylethyl)heptaan
- 2,5,5-Trimethyl-3-(1-methylethyl)heptaan
- 2,5,6-Trimethyl-3-(1-methylethyl)heptaan
- 2,2,3-Trimethyl-4-(1-methylethyl)heptaan
- 2,2,4-Trimethyl-4-(1-methylethyl)heptaan
- 2,2,5-Trimethyl-4-(1-methylethyl)heptaan
- 2,2,6-Trimethyl-4-(1-methylethyl)heptaan
- 2,3,3-Trimethyl-4-(1-methylethyl)heptaan
- 2,3,4-Trimethyl-4-(1-methylethyl)heptaan
- 2,3,5-Trimethyl-4-(1-methylethyl)heptaan
- 2,3,6-Trimethyl-4-(1-methylethyl)heptaan
- 2,4,5-Trimethyl-4-(1-methylethyl)heptaan
- 2,4,6-Trimethyl-4-(1-methylethyl)heptaan
- 2,5,5-Trimethyl-4-(1-methylethyl)heptaan
- 3,3,4-Trimethyl-4-(1-methylethyl)heptaan
- 3,3,5-Trimethyl-4-(1-methylethyl)heptaan
- 3,4,5-Trimethyl-4-(1-methylethyl)heptaan
- 2,2,6-Trimethyl-5-(1-methylethyl)heptaan

### Ethyl+methyl+propyl
- 3-Ethyl-2-methyl-4-propylheptaan
- 3-Ethyl-3-methyl-4-propylheptaan
- 3-Ethyl-4-methyl-4-propylheptaan
- 3-Ethyl-5-methyl-4-propylheptaan
- 4-Ethyl-2-methyl-4-propylheptaan
- 4-Ethyl-3-methyl-4-propylheptaan
- 5-Ethyl-2-methyl-4-propylheptaan
- 3-Ethyl-2-methyl-3-(1-methylethyl)heptaan
- 4-Ethyl-2-methyl-3-(1-methylethyl)heptaan
- 5-Ethyl-2-methyl-3-(1-methylethyl)heptaan
- 3-Ethyl-2-methyl-4-(1-methylethyl)heptaan
- 3-Ethyl-3-methyl-4-(1-methylethyl)heptaan
- 3-Ethyl-4-methyl-4-(1-methylethyl)heptaan
- 3-Ethyl-5-methyl-4-(1-methylethyl)heptaan
- 4-Ethyl-2-methyl-4-(1-methylethyl)heptaan
- 4-Ethyl-3-methyl-4-(1-methylethyl)heptaan
- 5-Ethyl-2-methyl-4-(1-methylethyl)heptaan

### Dipropyl
- 4,4-Dipropylheptaan
- 4-(1-Methylethyl)-4-propylheptaan
- 4,4-Bis(1-methylethyl)heptaan

### Dimethyl+butyl
- 2,5-Dimethyl-4-(1-methylpropyl)heptaan
- 2,6-Dimethyl-4-(1-methylpropyl)heptaan
- 3,5-Dimethyl-4-(1-methylpropyl)heptaan
- 2,6-Dimethyl-4-(2-methylpropyl)heptaan
- 3-(1,1-Dimethylethyl)-2,2-dimethylheptaan
- 4-(1,1-Dimethylethyl)-2,2-dimethylheptaan
- 4-(1,1-Dimethylethyl)-2,3-dimethylheptaan
- 4-(1,1-Dimethylethyl)-2,4-dimethylheptaan
- 4-(1,1-Dimethylethyl)-2,5-dimethylheptaan
- 4-(1,1-Dimethylethyl)-2,6-dimethylheptaan
- 4-(1,1-Dimethylethyl)-3,3-dimethylheptaan
- 4-(1,1-Dimethylethyl)-3,4-dimethylheptaan
- 4-(1,1-Dimethylethyl)-3,5-dimethylheptaan

### Tert-butyl+ethyl
- 4-(1,1-Dimethylethyl)-3-ethylheptaan
- 4-(1,1-Dimethylethyl)-4-ethylheptaan

## Hexaan

### Heptamethyl
- 2,2,3,3,4,4,5-Heptamethylhexaan
- 2,2,3,3,4,5,5-Heptamethylhexaan

### Ethyl+pentamethyl
- 3-Ethyl-2,2,3,4,4-pentamethyl-hexaan
- 3-Ethyl-2,2,3,4,5-pentamethyl-hexaan
- 3-Ethyl-2,2,3,5,5-pentamethyl-hexaan
- 3-Ethyl-2,2,4,4,5-pentamethyl-hexaan
- 3-Ethyl-2,2,4,5,5-pentamethyl-hexaan
- 3-Ethyl-2,3,4,4,5-pentamethyl-hexaan
- 4-Ethyl-2,2,3,3,4-pentamethyl-hexaan
- 4-Ethyl-2,2,3,3,5-pentamethyl-hexaan
- 4-Ethyl-2,2,3,4,5-pentamethyl-hexaan

### Diethyl+trimethyl
- 3,3-Diethyl-2,2,4-trimethylhexaan
- 3,3-Diethyl-2,2,5-trimethylhexaan
- 3,3-Diethyl-2,4,4-trimethylhexaan
- 3,3-Diethyl-2,4,5-trimethylhexaan
- 3,4-Diethyl-2,2,3-trimethylhexaan
- 3,4-Diethyl-2,2,4-trimethylhexaan
- 3,4-Diethyl-2,2,5-trimethylhexaan
- 3,4-Diethyl-2,3,4-trimethylhexaan
- 3,4-Diethyl-2,3,5-trimethylhexaan
- 4,4-Diethyl-2,2,3-trimethylhexaan
- 4,4-Diethyl-2,2,5-trimethylhexaan
- 4,4-Diethyl-2,3,3-trimethylhexaan

### Triethyl+methyl
- 3,3,4-Triethyl-2-methylhexaan
- 3,3,4-Triethyl-4-methylhexaan
- 3,4,4-Triethyl-2-methylhexaan

### Tetramethyl+propyl
- 2,2,3,4-Tetramethyl-3-(1-methylethyl)hexaan
- 2,2,3,5-Tetramethyl-3-(1-methylethyl)hexaan
- 2,2,4,4-Tetramethyl-3-(1-methylethyl)hexaan
- 2,2,4,5-Tetramethyl-3-(1-methylethyl)hexaan
- 2,2,5,5-Tetramethyl-3-(1-methylethyl)hexaan
- 2,3,4,4-Tetramethyl-3-(1-methylethyl)hexaan
- 2,3,4,5-Tetramethyl-3-(1-methylethyl)hexaan
- 2,2,3,5-Tetramethyl-4-(1-methylethyl)hexaan
- 2,2,4,5-Tetramethyl-4-(1-methylethyl)hexaan
- 2,3,3,5-Tetramethyl-4-(1-methylethyl)hexaan

### Ethyl+dimethyl+propyl
- 3-Ethyl-2,2-dimethyl-3-(1-methylethyl)hexaan
- 3-Ethyl-2,4-dimethyl-3-(1-methylethyl)hexaan
- 3-Ethyl-2,5-dimethyl-3-(1-methylethyl)hexaan
- 4-Ethyl-2,2-dimethyl-3-(1-methylethyl)hexaan
- 4-Ethyl-2,3-dimethyl-3-(1-methylethyl)hexaan
- 4-Ethyl-2,4-dimethyl-3-(1-methylethyl)hexaan
- 4-Ethyl-2,5-dimethyl-3-(1-methylethyl)hexaan

### Methyl+bis(propyl)
- 2-Methyl-3,3-bis(1-methylethyl)hexaan

### Butyl+trimethyl
- 3-(1,1-Dimethylethyl)-2,2,3-trimethylhexaan
- 3-(1,1-Dimethylethyl)-2,2,4-trimethylhexaan
- 3-(1,1-Dimethylethyl)-2,2,5-trimethylhexaan

## Pentaan

### Diethyl+tetramethyl
- 3,3-Diethyl-2,2,4,4-tetramethylpentaan

### Pentamethyl+propyl
- 2,2,3,4,4-Pentamethyl-3-(1-methylethyl)pentaan

### Ethyl+trimethyl+propyl
- 3-Ethyl-2,2,4-trimethyl-3-(1-methylethyl)pentaan

### Dimethyl+bis(propyl)
- 2,4-Dimethyl-3,3-bis(1-methylethyl)pentaan

### Butyl+tetramethyl
- 3-(1,1-Dimethylethyl)-2,2,4,4-tetramethylpentaan